# Alban Roetschi
Alban Roetschi (* 19. April 1922 in Solothurn; † 19. Februar 2015 ebenda) war ein Schweizer Komponist und Musikpädagoge.

## Leben
Alban Roetschi wuchs in Solothurn als Sohn des Kantonsschullehrers, Privatdozenten und Lyrikers Robert Roetschi auf. Er erhielt als Gymnasiast Unterricht in Violine und Harmonielehre bei Richard Flury, in Klavier und Komposition bei Dino Ghisalberti und in Klarinette bei Stefan Jäggi. Anlässlich von Jugendgottesdiensten in der St. Ursenkathedrale spielte er auch Flöte, Oboe, Fagott, Horn, Trommel und Orgel.
Früh entstanden erste kompositorische Versuche; 1941 wurde seine Sonatine für Flöte und Klavier aufgeführt. Nach der Matura studierte Roetschi am Konservatorium Bern Klavier bei Rosmarie Stucki und Komposition bei Luc Balmer, an der Universität Bern Musikwissenschaft und Philosophie. Später studierte er in Basel weiter: Klavier bei Paul Baumgartner und Dirigieren bei Hans Münch.
Schon während des Studiums leitete Roetschi Männerchöre, gemischte Chöre und Orchestervereine. Später arbeitete er mit den Solothurner Vokalisten, einem Kammerchor aus Berufs- und geschulten Amateursängern. Während langer Jahre dirigierte er den Konzertchor Solothurn.
An der Kantonsschule Solothurn unterrichtete Alban Roetschi zunächst als Hilfslehrer Blasinstrumente, Klavier und Schulgesang. 1956 wurde er Hauptlehrer am Lehrer- und am Kindergärtnerinnenseminar. Er prägte diese Schulen wesentlich, indem er das Orffsche Instrumentarium einführte, die Blockflöte als Soloinstrument behandelte und systematische Atem- und Stimmschulung betrieb. Mit den Seminarchören studierte er grosse bekannte Werke der Chormusik ein und führte eigene Werke auf.
Roetschi starb am 19. Februar 2015 in Solothurn im Alter von 92 Jahren. Sechs Tage zuvor war seine Frau gestorben, die Künstlerin Margrit Roetschi-Meyer (1923–2015).

## Werk
Roetschi schuf Bühnenwerke, Geistliche und Weltliche Vokalmusik, Lieder, Kammer- und Orchestermusik, Musik für Tasteninstrumente und Blasmusik, Arrangements und Unterrichtsliteratur. Er vertonte Texte von Solothurner Schriftstellern wie Josef Reinhart, Silja Walter und Fritz Grob. Sehr bekannt wurden das «Kantonslied» und die zehn «Bezirkslieder», die er für die Expo 64 komponierte. Seine neueste Arbeit stammt aus dem Jahr 2011: Die Neufassung des Klavierkonzerts, das er 2005 für seinen Sohn, den Pianisten Adalbert Roetschi, komponiert hat.
Die Originale des Werks von Alban Roetschi werden in der Zentralbibliothek Solothurn aufbewahrt. Zum 80. Geburtstag des Komponisten im Jahre 2002 legte Hans-Rudolf Binz ein Werkverzeichnis vor, das 2008 und 2012 erweitert und ergänzt wurde. 